# Zeugophilomedes arostrata
Zeugophilomedes arostrata is een mosselkreeftjessoort uit de familie van de Philomedidae. De wetenschappelijke naam van de soort is voor het eerst geldig gepubliceerd in 1967 door Kornicker.